# Poprava rozčtvrcením

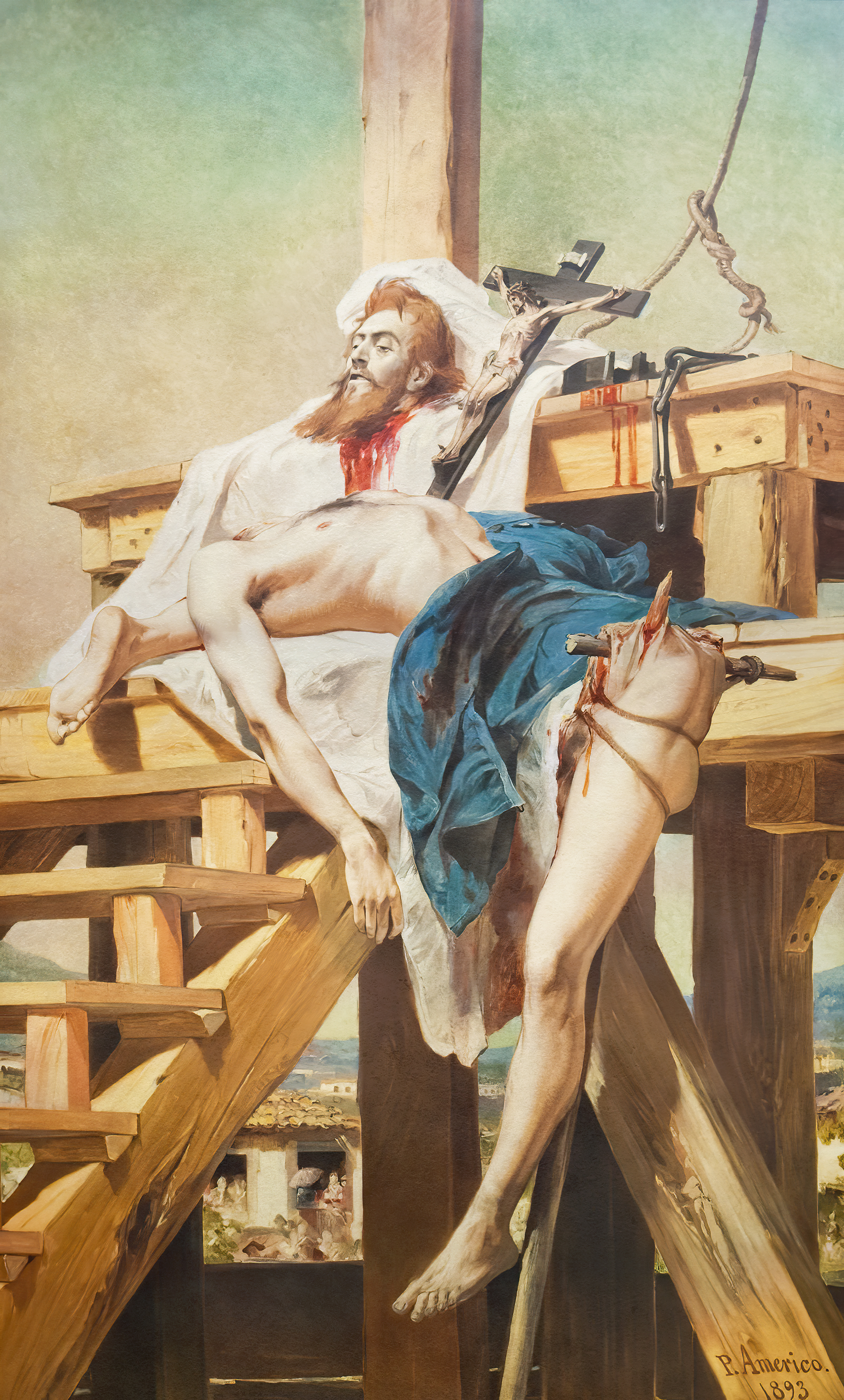
Rozčtvrcený Tiradentes, Pedro Américo (1893)

Rozčtvrcení byl krutý způsob popravy, používaný ve starověku a středověku jako trest pro nejzávažnější zločiny: velezradu, povstání proti panovníkovi, a především za královraždu. Jeho podstatou bylo rozsekání, rozřezání nebo roztržení těla žijícího odsouzence na několik kusů.

## Kontinentální Evropa
Ve většině evropských i muslimských zemí se poprava prováděla tak, že kat odsouzenému postupně odsekal mečem nebo sekerou všechny končetiny a nakonec sťal hlavu, mohl také rozseknout trup. Zatímco v evropských zemích se rozčtvrcení přestalo na přelomu 18. a 19. století užívat, v oblasti Blízkého a Středního východu se praktikovalo déle, posledním známým případem rozčtvrcení jako oficiální formy trestu smrti byla roku 1933 poprava Abdula Chalíka, atentátníka na afghánského krále Muhammada Nádira Šáha.
V některých případech byl odsouzenec roztržen na kusy pomocí čtyř koní, přivázaných k jeho končetinám, které kati rozehnali do čtyř stran, což se provádělo hlavně ve středověké Francii. Tímto způsobem byli potrestáni například vrahové francouzských králů Jindřicha III a IV. Jacques Clément a François Ravaillac, ale i neúspěšní atentátníci, jako byl polský šlechtic Michal Piekarski, který roku 1620 napadl válečnou sekerou krále Zikmunda III nebo pomatený útočník Robert-François Damiens, který roku 1757 pobodal Ludvíka XV. Španělští dobyvatelé Ameriky takto popravovali zajaté indiánské náčelníky a vůdce povstání, z nichž nejznámějším byl Túpac Amaru II.
Již od antiky se tradují příběhy o lidech, kteří byli za nohy přivázáni ke dvěma sehnutým stromům, které je po uvolnění roztrhly na dvě poloviny. V řecké mytologii své oběti takto vraždil zločinec Sínis, dokud mu hrdina Théseus nepřipravil stejný konec. Později tento trest znali i Římané, roku 366 byl takto zabit uzurpátor Procopius, který vedl povstání proti císařům Valentiniánovi I. a Valensovi. Podle Nestorovy kroniky takto vzbouření Drevljané zabili kyjevského knížete Igora. Zprávy o tomto trestu se dochovaly i z Persie a Indie. Údajně byl používán i na Sibiři v době ruské občanské války a v Kambodži za hrůzovlády Rudých Khmerů.

## Britské ostrovy
V Anglii bylo rozčtvrcení prováděno již ve 13. století, od roku 1351 se pak stalo předepsanou součástí trestu smrti za velezradu. Trest byl prováděn obzvlášť krutě a propracovaně, jako kombinace oběšení, vyvržení vnitřností a rozčtvrcení. Odsouzenec býval na popraviště přivezen na káře nebo vláčen za koněm, poté mu kat vložil krk do oprátky, vytáhl ho na šibenici, ale odřízl dříve, než se stihl zcela uškrtit. Pak dosud žijícímu odsouzenci odsekl genitálie, rozpáral břicho a vyvrhl vnitřnosti, které vhodil do ohně. Zpravidla při tom bývalo vyrváno i srdce. Potom byla tělu odseknuta hlava a někdy i končetiny. Hlavy nebo celá rozčtvrcená těla popravených bývaly zpravidla vystaveny na jižní bráně Londýnského mostu.
Od konce 17. století byl tento trest zmírňován: kat odsouzeného nejprve obvyklým způsobem oběsil a další mrzačení prováděl na jeho mrtvém těle, naposledy se tak stalo roku 1803. Zákonem byl tento trest zrušen roku 1820.
Anglická forma popravy rozčtvrcením je zobrazena na konci filmu Statečné srdce.

## Dálný východ

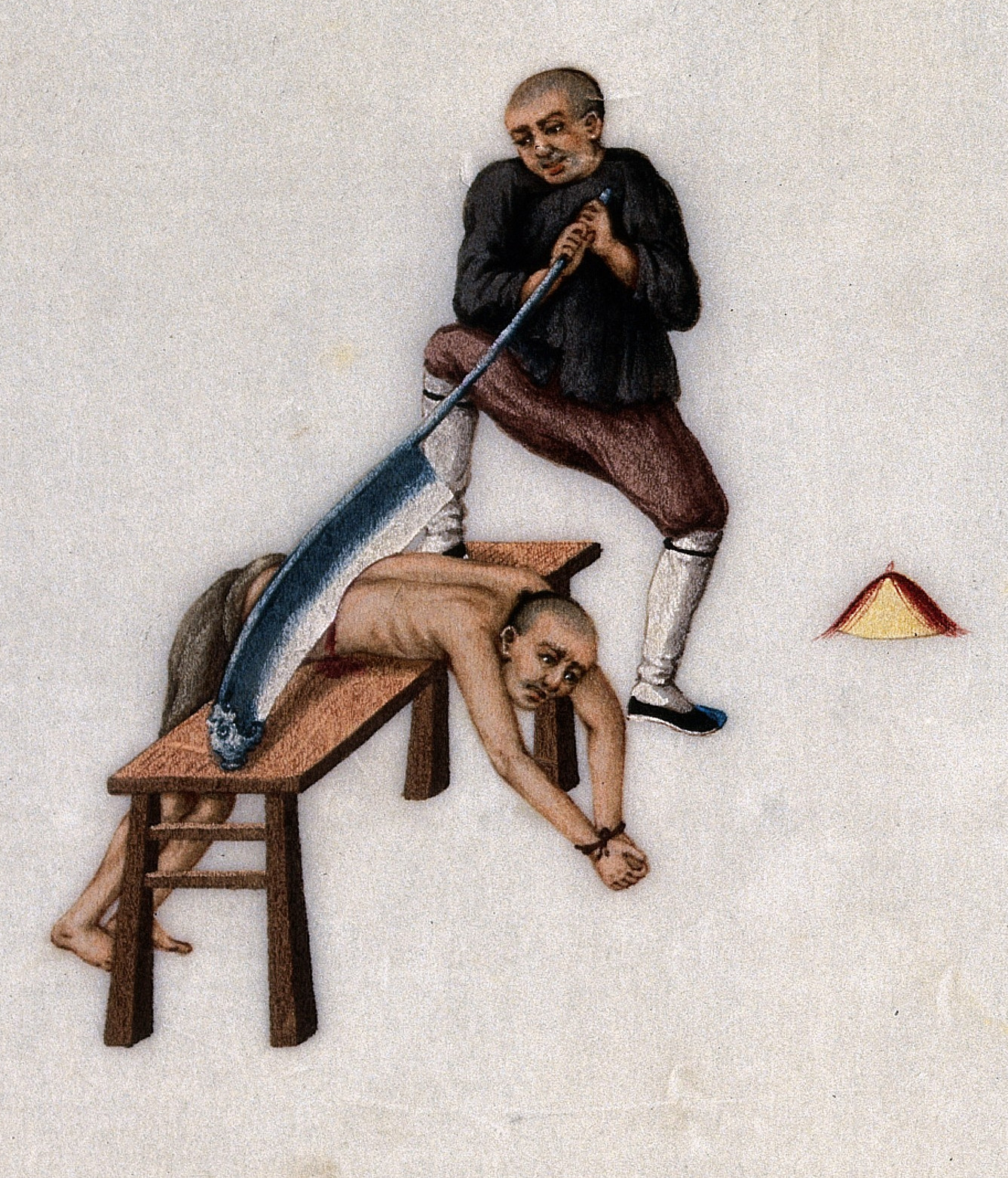
Čínský kat půlí odsouzence.

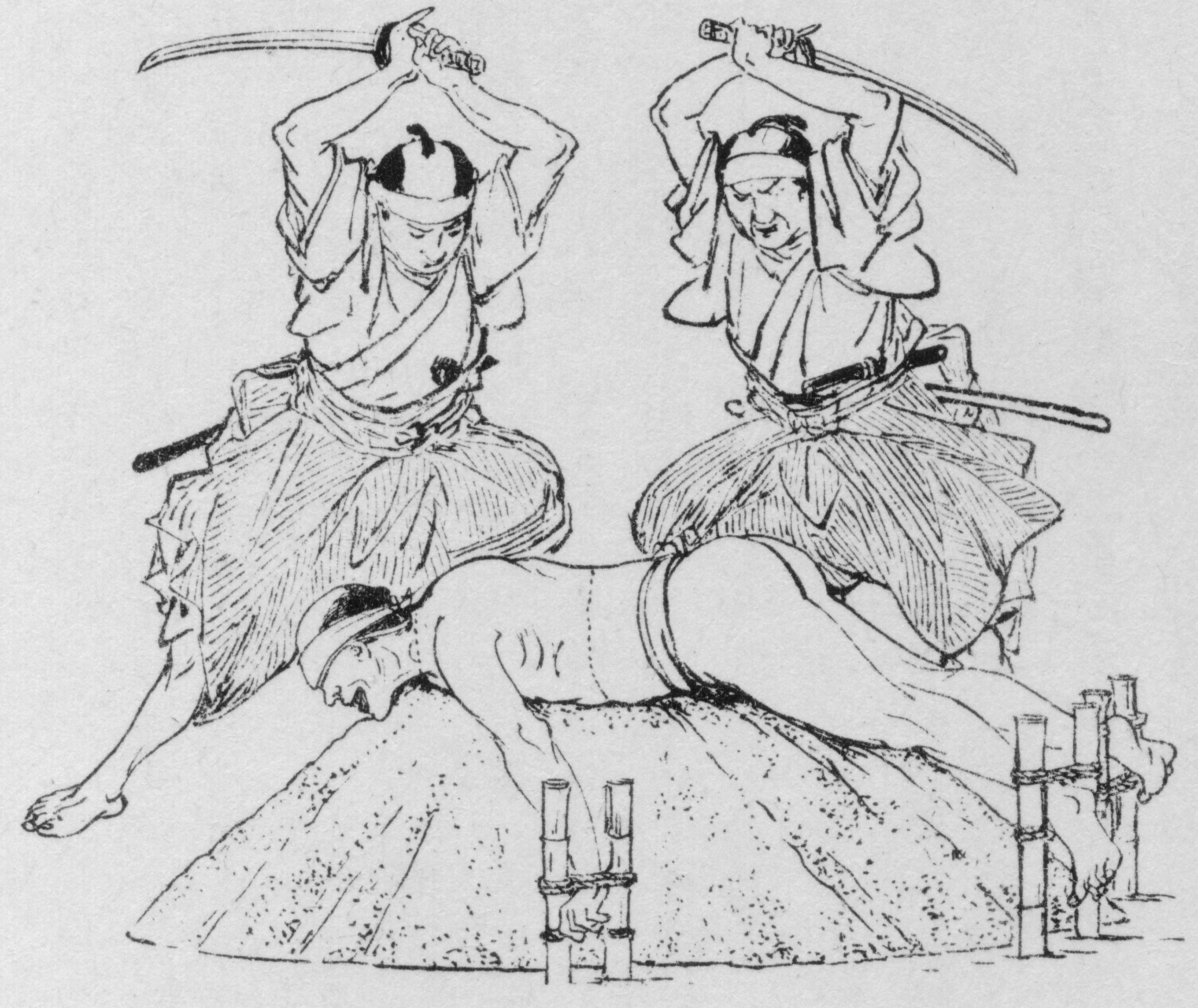
Tamešigiri – samurajové zkoušejí ostří svých mečů na vězni odsouzeném k smrti, starý japonský tisk

V Číně a ve Vietnamu se až do 19. století provádělo ling-čch’ neboli pomalé rozřezání pomocí nožů, při němž mohlo trvat i několik hodin, než odsouzenec zemřel. V Číně byla známa i poprava přeseknutím odsouzence v pase, zvaná „příčný sek“ (腰斬; 腰斩; yāo zhǎn). Ve středověkém Japonsku byla známa praxe tamešigiri – zkoušky ostří samurajských mečů na vězních odsouzených k smrti, většinou se prováděl Kesa giri, tedy diagonální sek od odsouzencova ramena ke kyčli. Někdy byl odsouzenec nejprve usmrcen jiným způsobem a čepele se testovaly na jeho mrtvém těle.

## Poprava pilou
Pouze v ojedinělých případech je doložena další brutální varianta, jíž je rozříznutí odsouzence pilou. Doklady o tomto trestu pocházejí už z doby perské dynastie Achajmenovců. Podle pověsti dal tímto způsobem judský král Menaše zabít proroka Izajáše. V 1. století po Kr. byl tímto způsobem ve městě Edesse zabit svatý Šimon Horlivec.
Ve středověku a raném novověku se poprava rozpůlením v Persii nazývala šekkeh. Odsouzence, pověšeného za nohy, kat podélně rozřízl pilou nebo velkým mečem. Tento trest se vzácně používal i v jiných muslimských zemích, například v 18. století v Maroku. Zřídka bylo rozpůlení pilou užíváno také ve starověké a středověké Indii, v Barmě, v Číně a údajně také v Kambodži za hrůzovlády Rudých Khmerů.
Použití v Evropě se datuje do doby římského císaře Caliguly, který s oblibou vymýšlel a pozoroval sadistické tresty. Španělský kronikář Luis del Mármol Carvajal uvádí, že při potlačování povstání Morisků roku 1568 královští vojáci některé zajaté povstalce rozpůlili pilou.
Ve středověkém Japonsku byla poprava pilou známa jako nokogiribiki, jednalo se o výjimečný trest pro vlastizrádce a vrahy vysoce postavených osob. Vězeň byl při popravě po prsa zakopán do země a dvojice katů mu bambusovou pilou odřezala hlavu. Roku 1570 byl takto potrestán nindža, který se pokusil zavraždit Odu Nobunagu. Tato poprava je popsána také v románu Jamese Clavella Šógun.

## Rozčtvrcení v Českých zemích
V Českých zemích býval odsouzenec většinou nejprve sťat, a teprve pak jeho tělo kat rozčtvrtil, jako např. v roce 1621 Jána Jesenského nebo roku 1627 v Čáslavi kazatele Matouše Ulického. Roku 1582 byl na hradě Buchlově rozčtvrcen loupežnický hejtman Pavel Šerý, odsouzený tamním Loveckým soudem za loupežné vraždy. Roku 1552 dal Jindřich Kralický z Kralic zaživa zazdít svou nevěrnou manželku Kateřinu a jejího milence Bohuslava z Hodic nechal v Brně rozčtvrtit, není však známo, zda zaživa.

## Osoby popravené rozčtvrcením (výběr)
- Brunhilda (613)
- Andronikos I. Komnenos (1185)
- Dafydd ap Gruffydd (1283) - velšský princ a vůdce protianglického povstání
- William Wallace (1305) - skotský rytíř a vůdce odboje proti anglické okupaci
- Fra Dolcino (1307) - italský heretický kazatel a vůdce povstalců
- Hugo Despenser mladší (1326)
- Kao Čchi (1374)
- Michal Szilágyi (1460)
- Francis Dereham (1541)
- Thomas Wyatt (1554)
- Ivan Michajlovič Viskovatij (1570) - ruský bojar
- Edmund Campion a Cuthbert Mayne (1577)
- Matija Gubec (1573) - vůdce selského povstání v Chorvatsku
- Jan III. Moldavský (1574)
- Balthasar Gérard (1584) - atentátník na Viléma II. Oranžského
- sir Anthony Babington (1586)
- Jacques Clément (1589) - atentátník na francouzského krále Jindřicha III.
- Severyn Nalyvajko (1597) - kozácký ataman a rebel
- Jaakko Ilkka (1597) - finský povstalecký vůdce během obuškové války
- François Ravaillac (1605) - atentátník na francouzského krále Jindřicha IV.
- Guy Fawkes a sedm dalších účastníků Spiknutí střelného prachu (1606)
- Michal Piekarski (1620) - neúspěšný atentátník na polského krále Zikmunda III.
- Stěpan Razin (1671) . kozácký ataman a rebel
- Algernon Sidney (1683) - protivník anglického krále Karla II.
- Bánda Singh Bahádur (1716) - sikhský vojevůdce a vůdce povstání proti Mughalům.
- Robert-François Damiens (1757) - neúspěšný atentátník na francouzského krále Ludvíka XV.
- Jacinto Canek (1761) - mayský náčelník a vůdce protišpanělského povstání na Yucatánu.
- Johann Friedrich Struensee (1772) - dánský ministerský předseda a milenec královny
- Túpac Amaru II. a Julián Túpaj Katarí (1781) - indiánští vůdci protišpanělského povstání v Peru a Bolívii.
- Joaquim José da Silva Xavier / Tiradentes (1792) - brazilský revolucionář a vůdce odboje proti Portugalsku
- Robert Emmet (1803) - irský rebel, poslední člověk popravený rozčtvrcením ve Spojeném království
- Joseph Marchand (1835) - francouzský misionář ve Vietnamu
- Abdul Khaliq (1933) - atentátník na afghánského krále Muhammada Nádira Šáha